# 毎日中学生新聞
毎日中学生新聞（まいにちちゅうがくせいしんぶん）は、毎日新聞社が発行していた中学生向けの新聞。中学生向けの日刊紙としては、日本では唯一の存在であった。主に西日本・関西圏中心の発行シェアを持っていた。

## 歴史
1949年11月16日創刊、紙面の特徴としては、全国各地の学校行事（主に中学校）等の出来事、高校受験や学習等の話題、読者参加型の企画や投稿欄、連載漫画、小説などの記事が掲載されていた。
また、毎日新聞論説委員が政治や経済から社会、科学、文化、スポーツ等の幅広い時事問題を中学生向けに分かりやすく解説する記事もあった。また、後期はアニメや漫画に関する特集記事や読者投稿コーナーなどにも力を入れるようになっていった（実際に、読者投稿のイラストはがきも多く寄せられていた模様）。
しかしながら、少子化の影響やインターネット等の普及などによる発行部数の低迷で2006年3月31日付の発行を最後に休刊（通算紙齢は2万206号）。それに代わる形として、毎日新聞朝刊に週1回「中学生面」を掲載するようになった。なお「紙面の文通コーナーが個人情報の問題やロリコン成人男性によって悪用されトラブルが起きるなどの影響」は誤り。事件との関わりは無く、休刊は単なる経営悪化によるものである。
なお、本新聞の廃刊5年後の2011年に読売新聞社から子供向け新聞が、廃刊8年後の2014年に中高生向けの新聞が発行されている。